# کارینوس
کارینوس با نام کامل مارکوس اورلیوس کارینوس (به لاتین: Marcus Aurelius Carinus) (درگذشتهٔ ۲۸۵) امپراتور روم از ۲۸۳ تا ۲۸۵ بود.

## زندگی‌نامه

### سال‌های آغازین
کارینوس، پسر بزرگ کاروس، امپراتور روم بود. پس از آنکه پدرش در ۲۸۲ قدرت را در دست گرفت، عنوان سزار را به او و برادر کوچکش نومریان اعطا کرد و آنها را جانشینان خود ساخت. سپس کارینوس در اوایل ۲۸۳ به عنوان آگوستوس ارتقا مقام یافت و این زمانی است که او یک کنسول ساده بود. در همان سال کاروس آمادهٔ حمله‌ای گسترده به ایران شد و همراه با پسر کوچکترش نومریان به سمت مرزهای شرقی حرکت کرد. کارینوس در آن زمان در گل بود و برای پاسداری از استان‌های غربی در همان‌جا باقی‌ماند.

### امپراتوری
حملهٔ رومیان به ایران موفقیت‌آمیز بود اما در همان زمان کاروس به‌طور ناگهانی مرد و کارینوس در غرب و برادرش در شرق به مقام امپراتوری رسیدند. کارینوس ادامهٔ جنگ‌های پدرش در منطقهٔ دانوب را پی گرفت و وارد نبرد با قبایل ژرمنی کوادی شد. او زمستان ۲۸۳–۲۸۴ را در رم سپری کرد و دومین مقام کنسولی خود را همراه با برادرش به عنوان همکار آغاز نمود. کارینوس از همان‌جا برای نبردی در بریتانیا حرکت کرد و به همین مناسبت او و برادرش لقب «بریتانیکوس ماکسیموس» (به لاتین: Britannicus Maximus) را برای خود برگزیدند.

### درگذشت
در نوامبر ۲۸۴ خبری مبنی بر کشته‌شدن نومریان به مناطق غربی رسید و کمی پس از آن سابینوس یولیانوس در پانونیا سر به شورش برداشت. کارینوس در این زمان در بریتانیا بود و در اوایل ۲۸۵ همراه با سپاهیانش برای مقابله با یولیانوس به سوی جنوب حرکت کرد. او موفق شد تا یولیانوس را در نزدیکی ورونا شکست داده و قوایش را درهم شکند. کارینوس سپس به سوی موئسیا (صربستان امروزی) حرکت کرد و در آنجا با سپاه دیوکلتیان که پس از مرگ نومریان خود را امپراتور روم خوانده بود رودررو شد. در ژوئیه ۲۸۵ نبردی بین آن دو در نزدیکی رود مارگوس درگرفت که به نبرد مارگوس معروف شد. بنا به روایت برخی منابع، سپاه کارینوس پیروز این نبرد بود اما هنگامی که آنها مشغول شادمانی بودند، کارینوس به دست یکی از افسران مورد اعتمادش که همسر او را اغوا کرده بود کشته شد. اما منابع دیگر از پشت کردن لشکریان کارینوس به او و پیروزی دیوکلتیان در این نبرد سخن گفته‌اند.